# Eicherscheid (Bad Münstereifel)
Eicherscheid is een plaats in de Duitse gemeente Bad Münstereifel, deelstaat Noordrijn-Westfalen.